# Hans Adolf Bühler

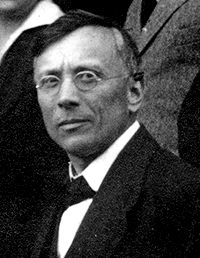
Hans Adolf Bühler (1923)

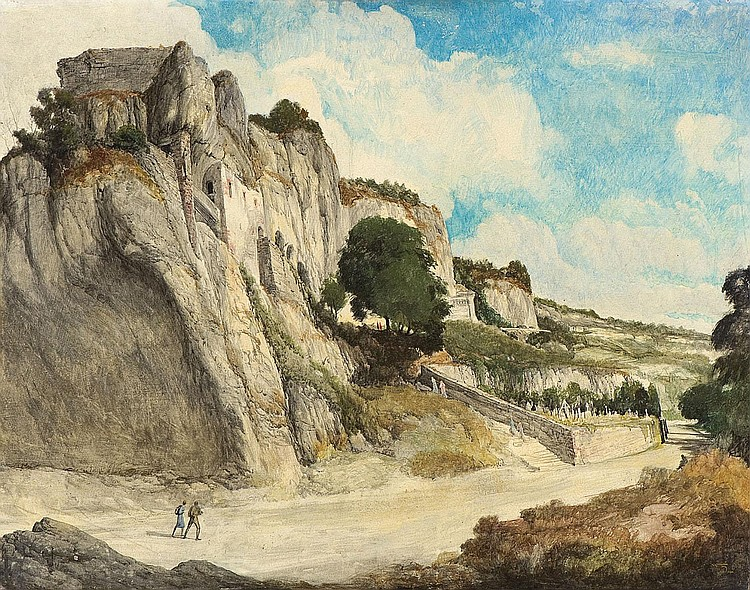
Isteiner Klotz (1934); Mischtechnik/Karton

Hans Adolf Bühler (* 4. Juni 1877 in Steinen; † 19. Oktober 1951 auf Burg Sponeck bei Jechtingen) war ein deutscher Maler und nationalsozialistischer Kulturpolitiker.

## Leben
Nach einer Lehre als Maler und Anstreicher in Schopfheim (1892–1895) ging Bühler auf die Walz nach Baden-Baden und wurde 1896 Malergehilfe in Stuttgart. Ab Herbst 1896 setzte Bühler seine Ausbildung an der Karlsruher Akademie, später als Meisterschüler von Hans Thoma fort. Von 1904 bis 1905 unternahm er eine Studienreise durch Italien, bevor er 1908 sein Studium abschloss. Daran schloss sich ein zweijähriger Rom-Aufenthalt an. 1914 übernahm er eine Professur für Malerei an der Karlsruher Akademie. Sein Sohn Engelhard Bühler wurde Arzt und war in der Zeit des Nationalsozialismus Rasseforscher bei Eugen Fischer beim Kaiser-Wilhelm-Institut für Anthropologie, menschliche Erblehre und Eugenik in Berlin.

### Der Maler
Bühler praktizierte eine gegenständliche Malweise und befasste sich nebst der Porträtmalerei mit Themen aus der germanischen Sagenwelt.
1909 bis 1911 schuf er das „Prometheusfresko“ vor der Aula im Kollegiengebäude der Universität Freiburg, 1935 bis 1939 als letzten öffentlichen Auftrag das Wandbild „Der getreue Eckart“ ebenfalls im Kollegiengebäude der Universität Freiburg, das jedoch im Zweiten Weltkrieg zerstört wurde.
1917 erwarb er die Burg Sponeck auf den westlichsten Ausläufern des Kaiserstuhls, wo viele seiner Bilder mit der Aussicht auf den Rhein und das nahe Elsass entstanden. Sein Bild das Deutsche Stromland (1935) wurde als deutscher Beitrag auf der Weltausstellung 1937 in Paris ausgestellt und erhielt einen Grand Prix. Das Porträt seines Lehrers Hans Thoma im Greisenalter fand in Baden weite Verbreitung. Zu seinen Schülern gehörte Julius Bissier.

### Der Kulturpolitiker
Bühler gehörte dem völkisch gesinnten, antisemitischen Kampfbund für deutsche Kultur an und wurde 1930 Vorsitzender der Ortsgruppe Karlsruhe. Zum 1. Dezember 1931 trat er der NSDAP bei (Mitgliedsnummer 837.738). 1932 wurde er Direktor der Karlsruher Badischen Landeskunstschule und hatte ein Jahr später zusätzlich die Leitung der Badischen Kunsthalle inne. Nach der „Machtergreifung“ der Nationalsozialisten nahm er die von der NSDAP verfügte Neuordnung der Kunstschule vor und entließ die Professoren Babberger, Dillinger, Gehri, Hubbuch, Schnarrenberger, Scholz, Speck und van Taak sowie die Fachlehrer Gilles, Schick und Winkler aus ihren Ämtern. Er wurde stellvertretender Direktor der Deutschen Kunstgesellschaft Karlsruhe und in dieser Funktion auch zum "Hauptschriftleiter" der Monatszeitschrift Das Bild, in der alle wichtigen Ausstellungen während der NS-Zeit rezensiert wurden. Im selben Jahr organisierte er in Karlsruhe eine der ersten beiden „Schreckenskammerausstellungen“ unter dem Titel Regierungskunst von 1918 bis 1933, auf der bereits dem vorgegriffen wurde, was sich 1937 in München nochmals abspielen sollte, nämlich die Diffamierung moderner Kunst im Rahmen der NS-Ausstellung „Entartete Kunst“. Gemälde deutscher Impressionisten, „beurlaubter“ Akademieprofessoren, von Mitgliedern der ehemaligen Künstlergruppe „Rih“ sowie Werke Marées, Munchs, Karl Hofers, Emil Bizers, Adolf Erbslöhs, Franz Xaver Fuhrs, Rudolf Großmanns und Alexander Kanoldts, sowie Lovis Corinth, Max Slevogt und Max Liebermann wurden dort gebrandmarkt.

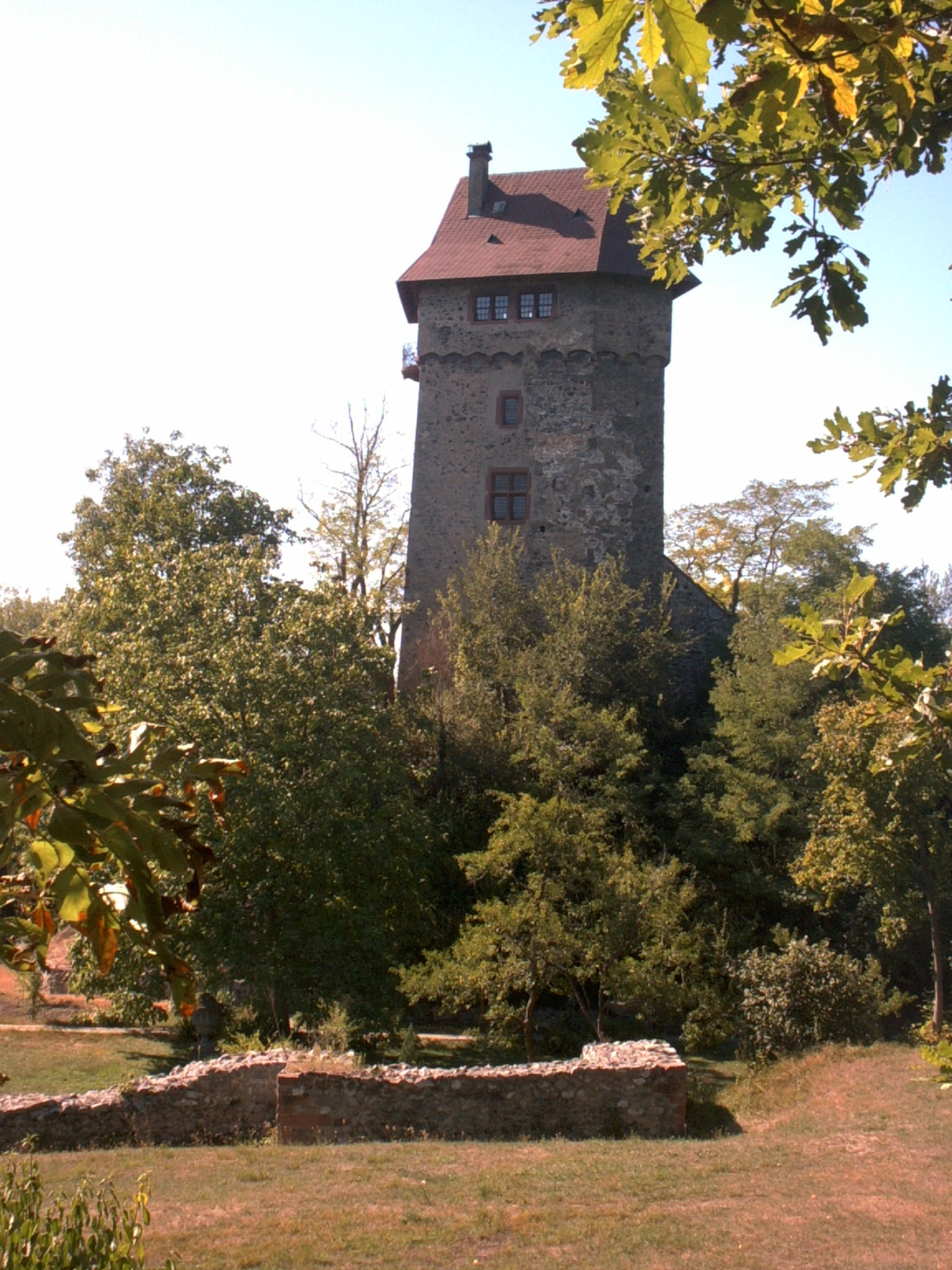
Burg Sponeck – seit 1917 im Besitz von Hans Adolf Bühler

Zwischen Bühler und den Mitgliedern der Badischen Secession bestand eine starke Gegnerschaft. Diese war hauptsächlich künstlerischer Natur, und es ist Gegnern der Moderne wie Bühler anzukreiden, dass diese Künstlergruppe 1936 zwangsweise von der Reichskammer der bildenden Künste aufgelöst wurde. Ähnliches gilt auch für den Deutschen Künstlerbund, aus dem er schon vor 1936 ausgeschieden war.
1937 schließlich diffamierte er den 1935 verstorbenen Max Liebermann erneut in seinem Aufsatz Die bildende Kunst im Dritten Reich: „Liebermann, der größte Feind des deutschen Wesens, hat es ... bewußt verstanden, eine Vergiftung des deutschen Kunstlebens in solchem Maß durchzuführen, daß es ohne die nationalsozialistische Erneuerung mit Deutscher Eigenart und Deutschem Wesen schnell zu Ende gegangen wäre“.
Bühler wurde 1937 Ehrenbürger von Steinen. 2011 wurden die beantragte Aberkennung der Ehrenbürgerschaft und die Umbenennung einer nach ihm benannten Straße im Gemeinderat abgelehnt.

## Veröffentlichungen
- Das innere Gesetz der Farbe. Eine künstlerische Farbenlehre. Horen-Verlag, Berlin 1930.